# Uljuan tekojärvi
Uljuan tekojärvi är en sjö i Finland. Den ligger i kommunen Siikalatva i landskapet Norra Österbotten, i den centrala delen av landet, 500 km norr om huvudstaden Helsingfors. Uljuan tekojärvi ligger 78,5 meter över havet. Arean är 27,5 kvadratkilometer och strandlinjen är 56,69 kilometer lång. Sjön  ingår i Siikajokis huvudavrinningsområde.   I omgivningarna runt Uljuan tekojärvi växer i huvudsak blandskog. Den sträcker sig 9,4 kilometer i nord-sydlig riktning, och 12,4 kilometer i öst-västlig riktning.
I övrigt finns följande i Uljuan tekojärvi:
- Tullikivet (en ö)
- Mustaharju (en ö)
- Paakkurinkangas (en ö)
- Vattusaari (en ö)

I övrigt finns följande vid Uljuan tekojärvi:
- Uljuanoja (ett vattendrag)